# Luca Siligardi
Luca Siligardi (Correggio, 26 de gener del 1988) és un futbolista italià que des del 2008 juga pel Feralpisalò.
Nadiu de la província de Reggio de l'Emília, va començar la seva carrera a equips com el Campagnola i el Riese, i l'Dorando Pietri en la província de Mòdena. Es va unir a un dels clubs més famosos a l'Emilia-Romagna, el Parma F.C. per una temporada, abans de tornar al Dorando Pietri i jugar en l'Eccellenza.
L'estiu del 2006, es va unir al Inter de Milà, i va fer el seu debut amb el primer equip el 17 de gener del 2008, a un partit de la Coppa Italia que es va guanyar 3 a 0 contra el Reggina. En eixe encontre, substituí a Dejan Stanković en la mitja part. Ell va jugar un altre partit aquesta vegada contra el S.S. Lazio, la primera semifinal de la Coppa Italia, el 16 d'abril del 2008.
Luca Siligardi va renovar el seu contracte amb l'Inter fins al 30 de juny del 2012 i va ser cedit tant al AS Bari com al Piacenza Calcio la temporada 2008-09 de la Serie B, passant la primera part de la temporada al Bari i la segona al Piacenza. El 13 de juliol del 2009 Siligardi va ser cedit al Triestina per la temporada 2009-10 de la Serie B. El 16 de juliol del 2010 Siligardi va ser cedit al Bologna per la temporada 2010-11 de la Serie A.